# Comesoma stenocephalum
Comesoma stenocephalum är en rundmaskart som beskrevs av Nikolai Nikolaievich Filipjev 1918. Comesoma stenocephalum ingår i släktet Comesoma och familjen Comesomatidae. Inga underarter finns listade i Catalogue of Life.